# Батхай (Капсальское сельское поселение)
Батха́й — деревня в Эхирит-Булагатском районе Иркутской области России. Входит в Капсальское муниципальное образование. 

## География
Находится на левобережье реки Куды (в 1 км к востоку от её русла и в 1 км ниже впадения в неё левого притока — реки Мурин), в 2,5 км к востоку от центра сельского поселения, села Капсал (через брод на реке Куде — моста есть построен в 2019), и в 26 км к юго-западу от районного центра — посёлка Усть-Ордынский (по автодороге через село Тугутуй).

## Население
| 2002 | 2010 | 2011 | 2012 |
| ---- | ---- | ---- | ---- |
| 45   | ↘42  | →42  | →42  |

По данным Всероссийской переписи, в 2010 году в деревне проживали 42 человека (25 мужчин и 17 женщин).